# Hybomys planifrons
Hybomys planifrons är en däggdjursart som först beskrevs av Miller 1900.  Hybomys planifrons ingår i släktet Hybomys och familjen råttdjur. IUCN kategoriserar arten globalt som livskraftig. Inga underarter finns listade i Catalogue of Life.
Arten förekommer i västra Afrika i Sierra Leone, Liberia, sydvästra Guinea och västra Elfenbenskusten. Den lever i låglandet och i bergstrakter upp till 2250 meter över havet. Hybomys planifrons vistas i ursprungliga tropiska skogar som kan vara fuktig eller torr.
Arten når en kroppslängd (huvud och bål) av 12 till 13 cm, en svanslängd av 9,1 till 10,4 cm och en vikt av 46 till 60 g. Bakfötterna är 2,8 till 3,2 cm långa och öronen är 1,6 till 1,9 cm stora. Håren som bildar pälsen på ovansidan är gråa nära roten, rödbruna i mitten och bruna vid spetsen vad som ger ett mörkbrunt utseende. På ryggens topp förekommer en svart längsgående strimma. Undersidan är täckt av brun päls. På de mörka öronen och på den svarta svansen förekommer bara glest fördelade hår.
Individerna går främst på marken och de är antagligen dagaktiva. De äter insekter samt några frukter och andra växtdelar. En upphittad hona var dräktig med två ungar.